# Anthony Díaz
Anthony Díaz (n. Guayaquil, Ecuador; 13 de mayo de 1993) es un árbitro de fútbol ecuatoriano. Es árbitro internacional FIFA desde 2024.

## Biografía
Anthony Díaz es un árbitro ecuatoriano que nació en la ciudad de Guayaquil, debutó en el año 2018 y es internacional FIFA desde 2024 como juez central y árbitro VAR, sus inicios en el arbitraje van desde 2016 en categorías inferiores, torneos amateur y torneos de Segunda Categoría, ya en la temporada 2019 a la Primera Categoría B del Campeonato Ecuatoriano de Fútbol dirigió un partido siendo su debut.
Estuvo presente en la temporada inaugural de la Copa Ecuador en la segunda ronda entre Atlético Portoviejo vs. Insutec, fue designado como el árbitro central.
Desde el año 2021 viene siendo juez central en la máxima categoría del fútbol ecuatoriano, tanto en el torneo nacional como en la Copa Ecuador. También tiene como profesión médico.

## Trayectoria
En el plano nacional debutó como árbitro central en el año 2019 dentro de la Serie B el 11 de mayo de ese año en el partido entre Atlético Santo Domingo vs. Gualaceo, partido disputado en la ciudad de Santo Domingo.
| 11 de mayo de 2019 | Atlético Santo Domingo | 1:0 (0:0) | Gualaceo | Estadio Olímpico, Santo Domingo |                          |
| 15:00 (UTC-5)      | Escobar 90'            | Reporte   |          | Árbitro(s): Anthony Díaz        | Árbitro(s): Anthony Díaz |

Su debut en la Serie A de Ecuador fue en 2021, en el partido entre Aucas vs. Orense del 8 de agosto, el encuentro se jugó en Quito, válido por la Fecha 3 de la Fase 2.
| 8 de agosto de 2021 | Aucas | 0:0                               | Orense | Estadio Gonzalo Pozo Ripalda, Quito                   |                                                       |
| 14:00 (UTC-5)       |       | LigaPro Reporte Soccerway Reporte |        | Asistencia: Sin espectadores Árbitro(s): Anthony Díaz | Asistencia: Sin espectadores Árbitro(s): Anthony Díaz |

A nivel internacional en torneos Conmebol tendrá su debut en la temporada 2024.